# Sanhuashixiang (ort i Kina, Shaanxi, lat 33,10, long 107,96)
Sanhuashixiang är en ort i Kina. Den ligger i provinsen Shaanxi, i den nordvästra delen av landet, omkring 160 kilometer sydväst om provinshuvudstaden Xi'an. Antalet invånare är 5 896. Befolkningen består av 2 753 kvinnor och 3 143 män. Barn under 15 år utgör 15,0 %, vuxna 15-64 år 70 %, och äldre över 65 år 14,0 %.
Runt Sanhuashixiang är det ganska tätbefolkat, med 96 invånare per kvadratkilometer. Närmaste större samhälle är Yankouzhen, 19,5 km sydväst om Sanhuashixiang. I omgivningarna runt Sanhuashixiang växer i huvudsak blandskog.
Genomsnittlig årsnederbörd är 1 075 millimeter. Den regnigaste månaden är juli, med i genomsnitt 217 mm nederbörd, och den torraste är december, med 2 mm nederbörd.